# فأر أوبانجي
فأر أوبانجي (الاسم العلمي: Mus oubanguii) (بالإنجليزية: Oubangui Mouse)‏ هو نوع من الحيوانات يتبع جنس الفأر من الفصيلة الفأرية.